# ノアン＝ヴィック
ノアン＝ヴィック （Nohant-Vic）は、フランス、サントル＝ヴァル・ド・ロワール地域圏、アンドル県のコミューン。

## 地理

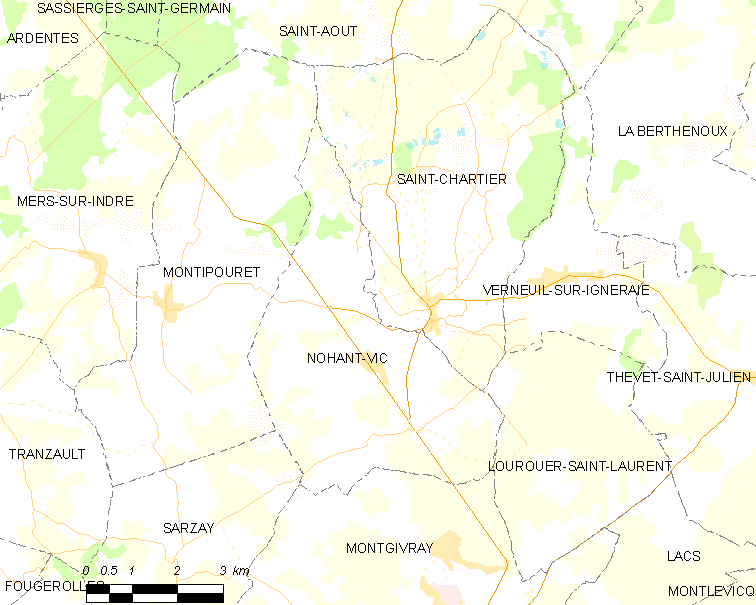
ノアン＝ヴィックの位置

県南東部に位置し、自然区分上のボワショー・シュド地方に属している。
近接するコミューンは以下のようになる。サン＝シャルティエ（2km）、ルルール＝サン＝ローラン（3km）、モンジヴレ（3km）、ラ・シャトル（5km）、モンティプレ（6km）、サルゼ（6km）、シャトールー（29km）、イスーダン（36km）、ル・ブラン（70km）である。
ラ・プランシュ、ボーパン、ル・ブルイユの集落がある。コミューン内をアンドル川とイニュレ川が流れる。

## 由来
定住地の名前は1270年にParrochia de Vico subtus Sanctum Quarteriumと記されたことが証明されている。1461年10月24日には Pierrot Champion, laboureur à Vicq、1493年にはVic、1788年11月8日にはVic sur Saint Chartier'、18世紀にもVic sur Saint Chartierと記された。フランス革命中にはVicq la Montagneとなり、1817年11月22日にはVic sur Saint Chartierに戻された。
法律の面では、ウィクス（fr）と呼ばれる定住地は初期は大規模な集落か、または周囲を壁で覆われない村を意味した。そこでは自由身分の人々が集団で暮らし、初歩的な自治の組織を持っていた。しかしウィクスは所有者の財産であっただけでなく、ガロ＝ローマ時代やメロヴィング朝時代のヴィラの不可欠な部分でもあった。ウィクスの反対語はムニキピウム（municipium、ローマ市民の村）、そしてコロニア（colonia、入植者の村）であった。ローマのウィクスには地位がなかった。
1822年11月6日の王令によって、コミューンの名はノアン＝ヴィックとなった。ヴィック＝シュル＝シャルティエとノアンの2つのコミューンが合併したのである。

## 歴史
ガロ＝ローマ時代に起源を持つヴィックは、サン・マルセル、シャトーメイヤン、アルダントとつながる主要な輸送ルートに近かった。
ヴィックの村は古い。領主はサン・シャルティエにある自分の城の近くに建設したのである。新しい村がつくられると、後者のほうがより重要となった。コミューンは1822年にノアンと合併している。1823年1月、新たな自治体に新たな首長が赴任した。首長の名はデュシャルティエといった。つづりが変化し、新たなコミューンの名は末尾にQがついたNohant-Vicqとなった。1875年、当時の首長モーリス・サンド（ジョルジュ・サンドの長男）は内務省にコピーを要請した県知事に、間違いを指摘した。こうしてVicqの名からQが外されたのである。

## 人口統計
| 1962年 | 1968年 | 1975年 | 1982年 | 1990年 | 1999年 | 2005年 | 2011年 |
| ------ | ------ | ------ | ------ | ------ | ------ | ------ | ------ |
| 661    | 608    | 514    | 480    | 481    | 500    | 481    | 483    |

参照元:1999年までEHESS、2004年以降INSEE

## 経済
コミューンはヴァランセ・チーズの製造、熟成の地理的エリアに属している。

## 史跡
- サン・マルタン教会（フランス語版） - 11世紀。12世紀に描かれたフレスコ画が、ジョルジュ・サンドの支援を受けたジャン・バティスト・ペリゴー修道士によって発見された。
- サンタンヌ教会 - 11世紀から12世紀起源の小さな教会。
- ドメーヌ・ド・ジョルジュ・サンド - 18世紀にヴィエルゾン知事のため建設されたマノワール。1793年にデュパン・ド・フランキュイユ夫人（モーリス・ド・サックスの娘。サンドの祖母）が入手した。サンドは幼年時代から青年時代をこの館ですごし、作品の大部分をここで執筆した。彼女はここに多くの客人を迎えた。フランツ・リストとマリー・ダグー伯爵夫人、バルザック、ショパン、フローベール、アレクサンドル・デュマ・フィス、ドラクロワである。ドメーヌは現在国の所有となっており、国立記念物センターが管理している。

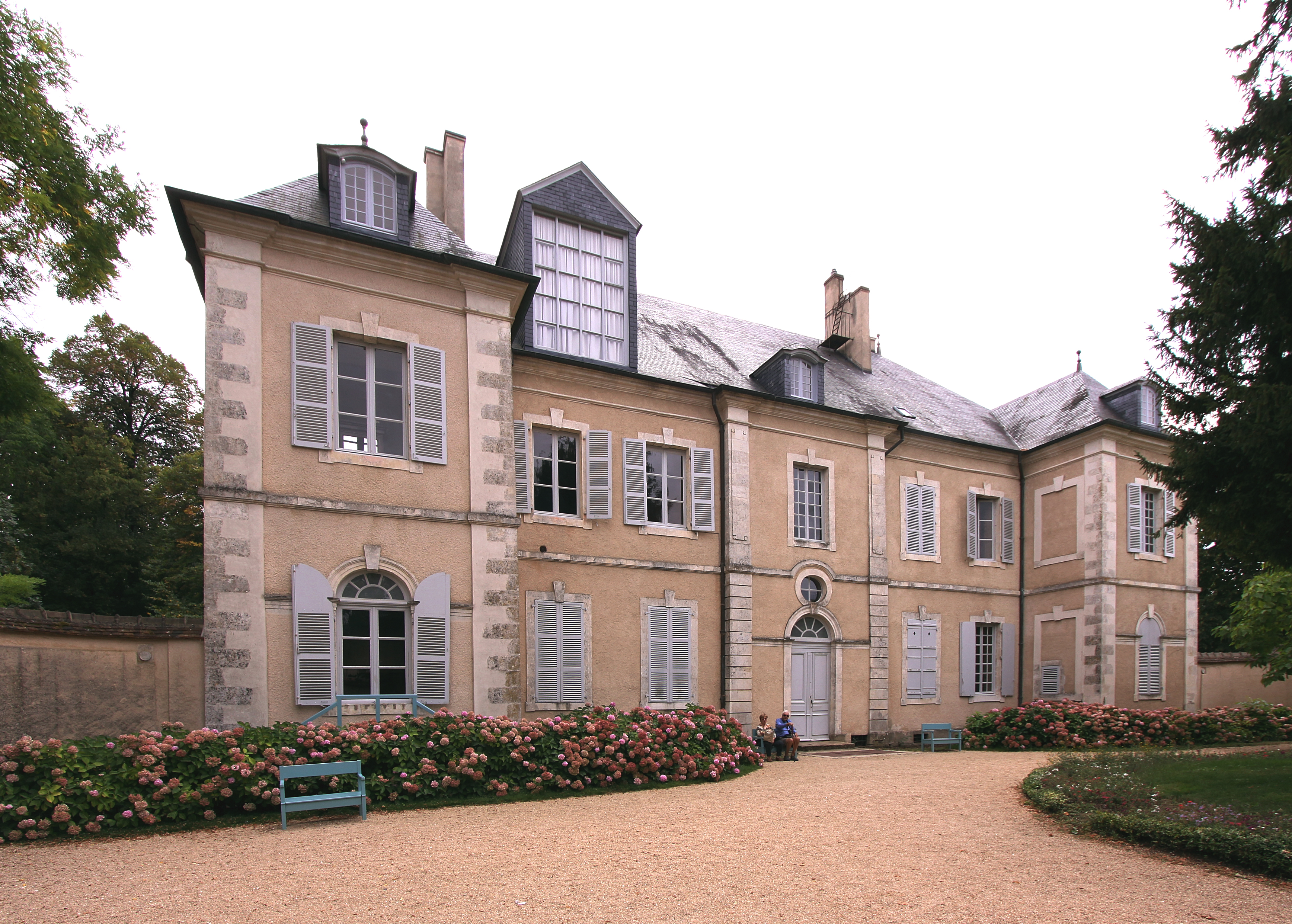
ドメーヌ・ド・ジョルジュ・サンド
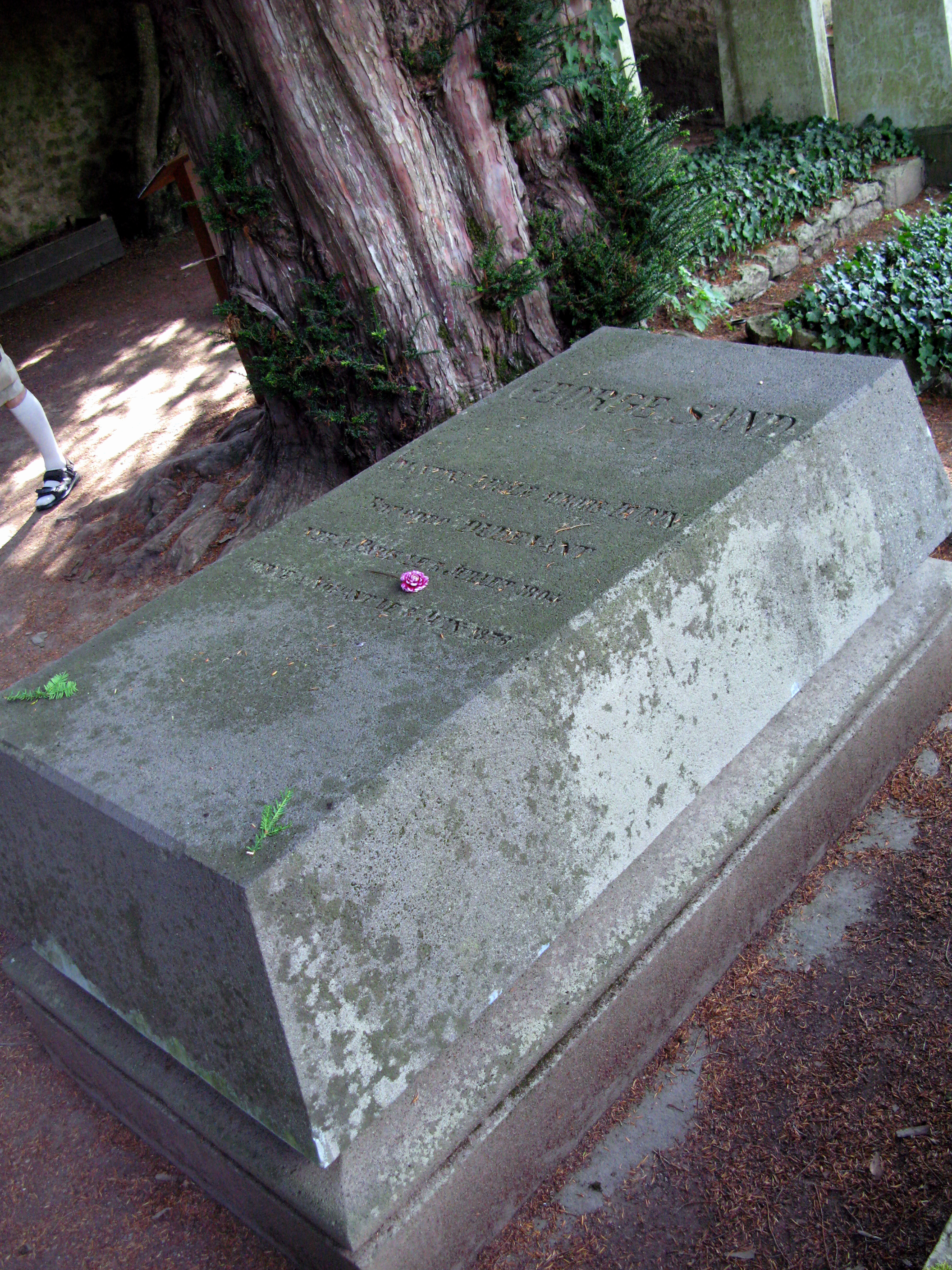
サンドの墓
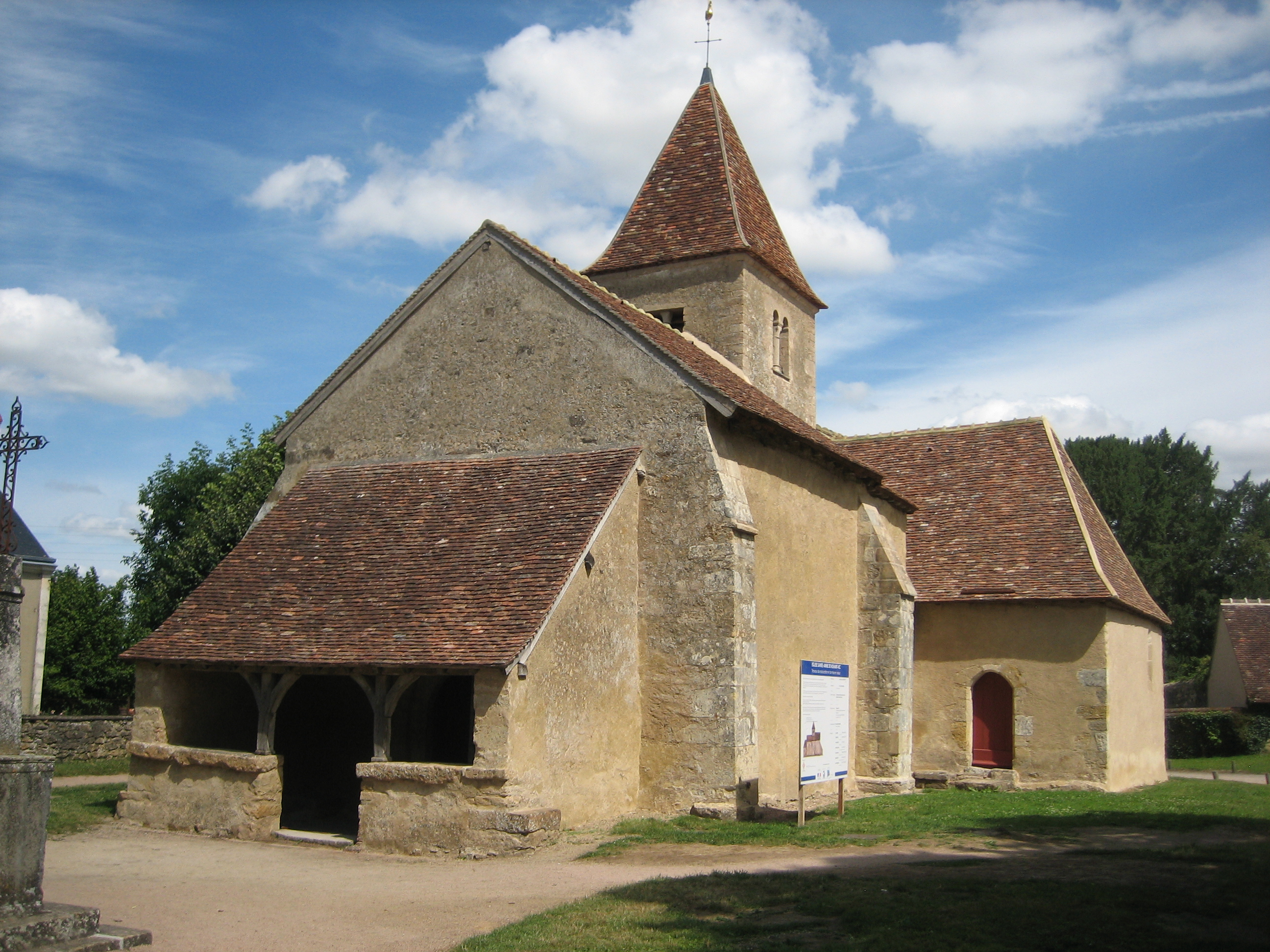
サンタンヌ教会

## 参照
1. ↑  Délibération du Conseil Général de la Commune, application du décret du 16 octobre 1793 = 25 vendémiaire an 2.
2. ↑  Plan annexé à l’Ordonnance Royale du 6 novembre 1822, A.N.-F 2 II Indre 2.